# Summerhayesia laurentii
Summerhayesia laurentii är en orkidéart som först beskrevs av De Wild., och fick sitt nu gällande namn av Phillip James Cribb. Summerhayesia laurentii ingår i släktet Summerhayesia och familjen orkidéer. Inga underarter finns listade i Catalogue of Life.